# 29er (велосипед)

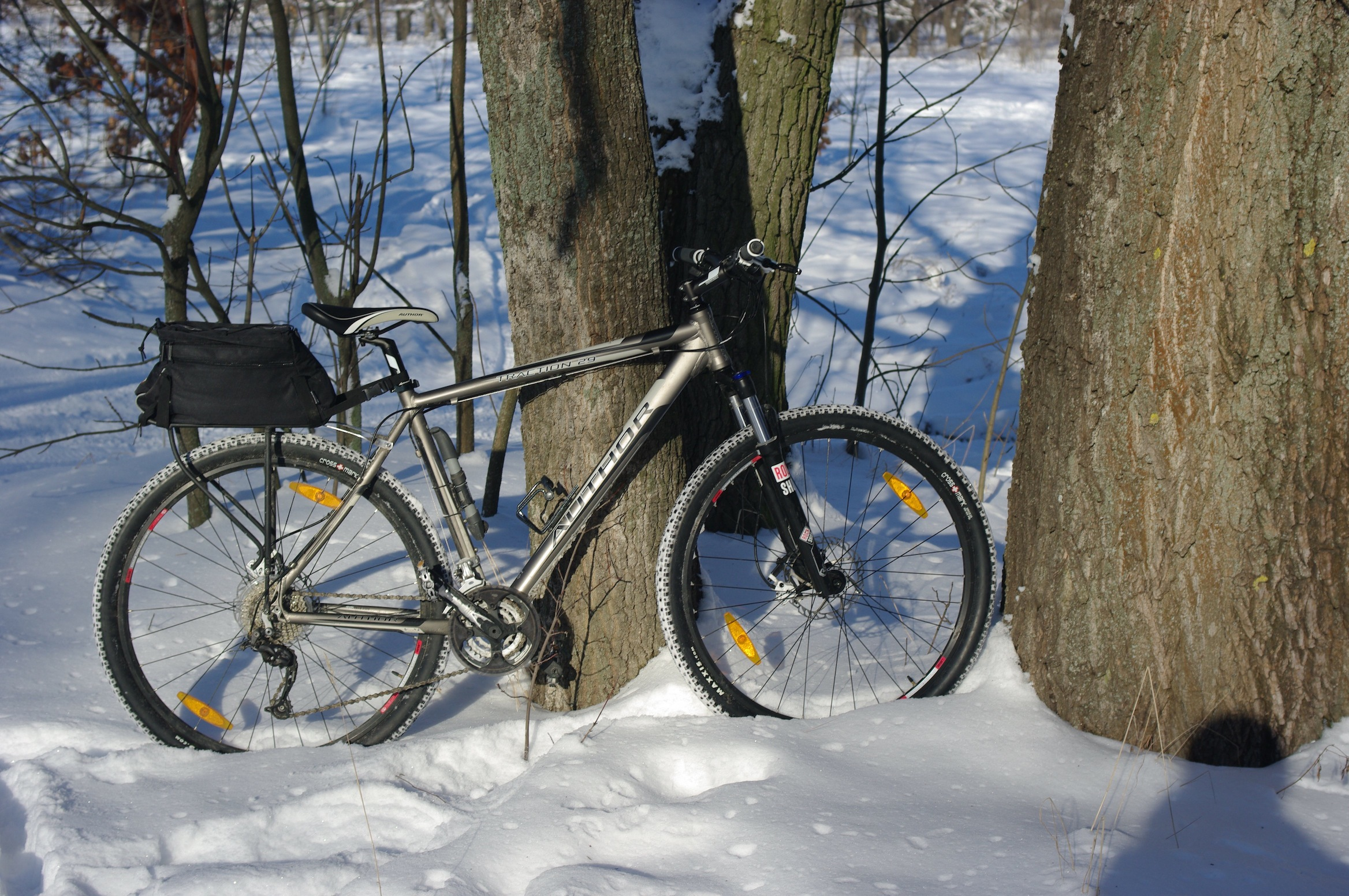
Author Traction 29, 21 розмір рами

29er, або твентинайнер (англ. Twenty-niner) або тунайнер (англ. two-niner) — тип гірського велосипеда, зібраного на колесах з ободами ISO 622 мм або 700С (зовнішній діаметр обода 622 мм). Більшість гірських велосипедів мають колеса стандарту ISO 559 мм, зазвичай звані 26-дюймовими. Колеса ж стандарту ISO 622 мм (700С) зазвичай використовувалися на шосейних, циклокросових, турінгових велосипедах і гібридах.
Колеса ISO 622 мм часто називають 28-дюймовими (28"). Так звані 29-дюймові колеса (29"), мають такий самий діаметр обода, як і 28-дюймові, але мають ширшу покришку, для можливості встановлення якої на велосипедах типу 29er, рама та вилка мають довші та ширші пера. 
Провисання каретки враховує діаметр колеса і складає, як правило, 50–70 мм. Геометрія рами, як правило, оптимізована під амортизаційну вилку з ходом від 80 мм і більше.
Основними перевагами твентинайнера є велика прохідність, основним же недоліком є більший момент інерції коліс. Інші особливості другорядні й, як правило, випливають з основного плюса і мінуса.
Вважається, що твентинайнер більше підходить людям зі зростом вище середнього, оскільки вони гармонійніше виглядають на велосипеді з рамою великих розмірів. Та й самі рами мають тенденцію бути трохи довшими.

## Походження

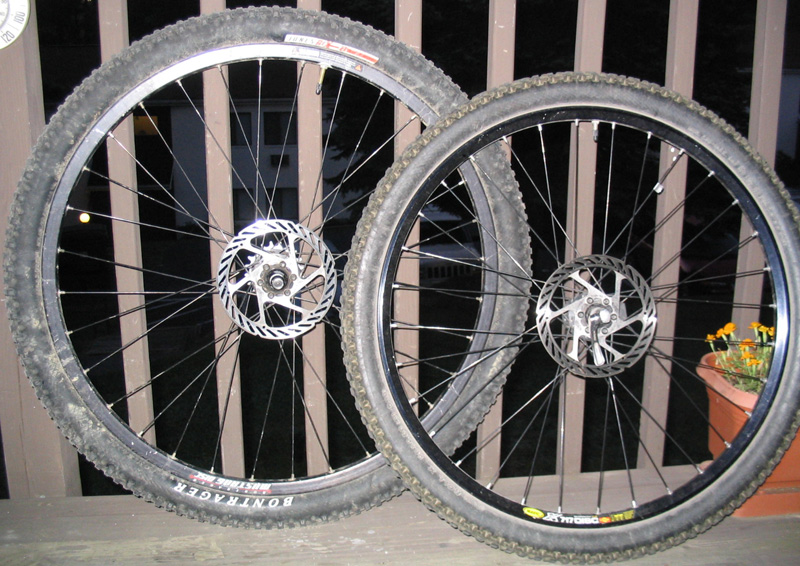
Колеса гірського велосипеда діаметра 29 і 26 дюймів

29er без пояснень може внести плутанину. Обід твентинайнера має в діаметрі 24.5 дюйма (622 мм), а середній зовнішній діаметр покришки гірського велосипеда на таких колесах складе близько 28.5 дюйма (724 мм), хоча існують покришки і з зовнішнім діаметром 29.15 дюйма (740 мм). Звичайний 26-дюймовий обід має в діаметрі 22.0 дюйма (559 мм), а зовнішній діаметр по покришці — 26.2 дюйма (665 мм).